# Alt Glietzen (przystanek kolejowy)
Alt Glietzen – zlikwidowany przystanek osobowy w Alt Glietzen, w Brandenburgii, w Niemczech.